# Elsamitrucin
Elsamitrucin (elsamicin A) là một loại thuốc được sử dụng trong hóa trị liệu. Elsamitrucin có liên quan về mặt hóa học với chartreusin.